# Çatköy
Çat of Çatköy is een Turks dorp en gemeente in het district Gemerek in de provincie Sivas.
Çatköy is beroemd om zijn heidegebieden, de Cat Yaylasi Mesire Alani (60.000 m²) en zijn uitgestrekte naaldwouden.
1. ↑  sivasanadolu.com